# Ablabera splendida
Ablabera splendida är en skalbaggsart som beskrevs av Fabricius 1781. Ablabera splendida ingår i släktet Ablabera och familjen Melolonthidae. Inga underarter finns listade i Catalogue of Life.